# Перевозная набережная
Перево́зная на́бережная — набережная на левом берегу реки Невы в Невском районе Санкт-Петербурга. Проходит от дома 1 за Смоленский сад.

## История
Название Перевозная набережная известно с 1894 года, дано по находившейся здесь пристани перевоза через реку Неву.

## Застройка
- Невский метизный завод;
- д. № 43 — до января 2022 на этом участке стоял двухэтажный дореволюционный дом. После того, как землёй заинтересовался девелопер ООО «СК „Прайд“», у здания поменяли дату возведения, после чего снесли за два дня[3][4].